# Église de la Madeleine de Guérande
Pour les articles homonymes, voir église de la Madeleine (homonymie).
L'église de la Madeleine est un lieu de culte catholique situé dans le village de La Madeleine appartenant aux communes de Guérande et de Saint-Lyphard, dans le département français de la Loire-Atlantique.

## Présentation
L'église de la Madeleine est située dans le quartier du même nom, au nord de Guérande, dans un village de Brière caractérisé par ses toits de chaume. À l'origine se trouvait la chapelle de la frairie de Trémelu, qui se situait à l'entrée du village, à la place qu'occupe depuis 1884 la croix de mission dite calvaire de Trémelu.
En Bretagne, une frairie est le groupement d'habitants d'un village cimenté par un esprit communautaire. Pour faciliter la vie religieuse dans les villages éloignés de l'église paroissiale comme c'est le cas de la collégiale Saint-Aubin de Guérande, une chapelle était souvent érigée. C'est également le cas de la chapelle Sainte-Catherine-d'Alexandrie à Clis, de l'église Saint-Clair de Saillé ou de l'église de Trescalan.

### Historique
La paroisse de La Madeleine est créée le 4 août 1850 et l'évêque de Nantes érige la chapelle du village en succursale des paroisses de Guérande et de Saint-Lyphard.
L'église actuelle est construite sous l'impulsion du premier curé de la paroisse, l'abbé Loizeau, en remplacement de l'ancienne chapelle de Trémelu devenue trop exiguë et démolie. Consacrée en 1860, la nouvelle église est agrandie en 1895.

### Architecture
Aspects extérieurs
L'église est faite de granit et de tuffeau. Elle est exceptionnellement tournée en direction du sud, vraisemblablement en raison de l'orientation de la parcelle disponible pour sa construction.
Le clocher présente les caractéristiques du style néo-roman, avec ses arcs plein cintre et une silhouette trapue, en opposition au style néo-gothique.
Aspects intérieurs
Construite selon un plan en croix latine, l'église est constituée d'une nef, composée de trois travées, de collatéraux, d'un transept et d'un chœur. L'art roman est représenté par les arcs plein cintre, ainsi que par les chapiteaux sculptés de végétaux.
Dans le chœur, se terminant  par une abside voûtée en cul-de-four, l'autel en marbre est une autre caractéristique de l'art néo-roman. La statue de sainte Madeleine rappelle la dédicace de cette église. Conformément à sa représentation dans l'art sacré, elle a les cheveux longs dénoués et tient un pot de parfum.

## Galerie
Architecture et mobilier

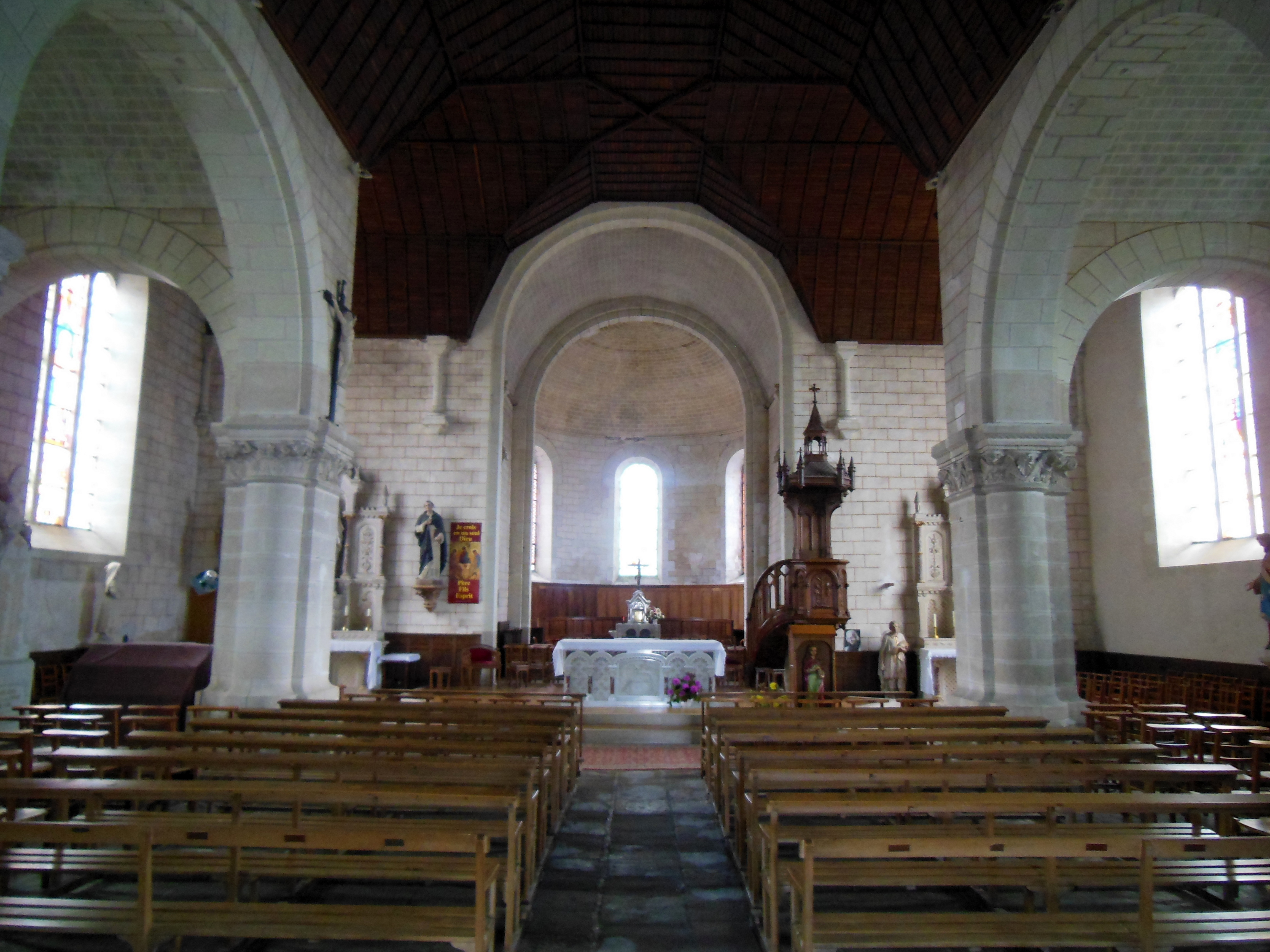
La nef
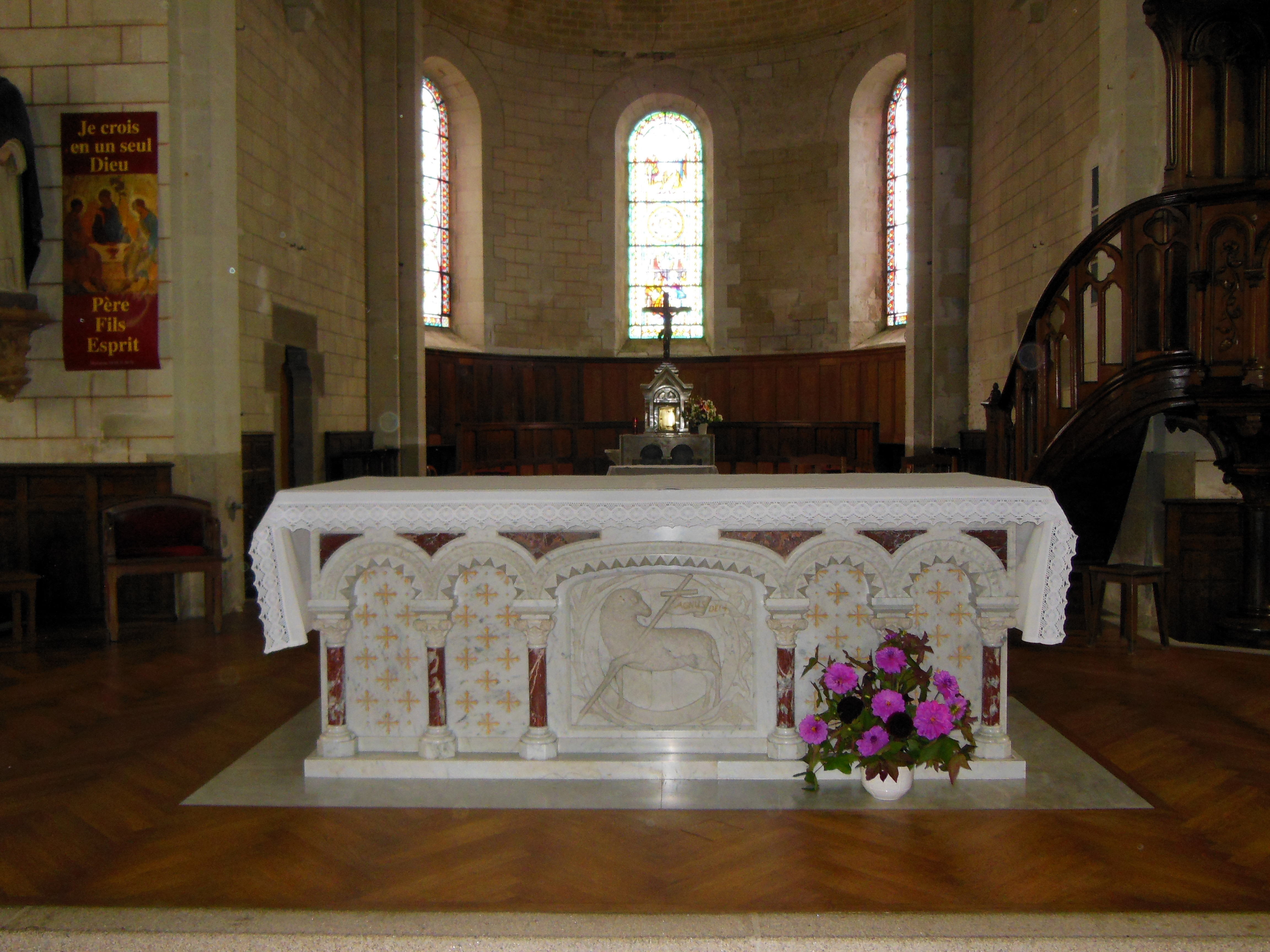
L'autel

Vitraux et statues

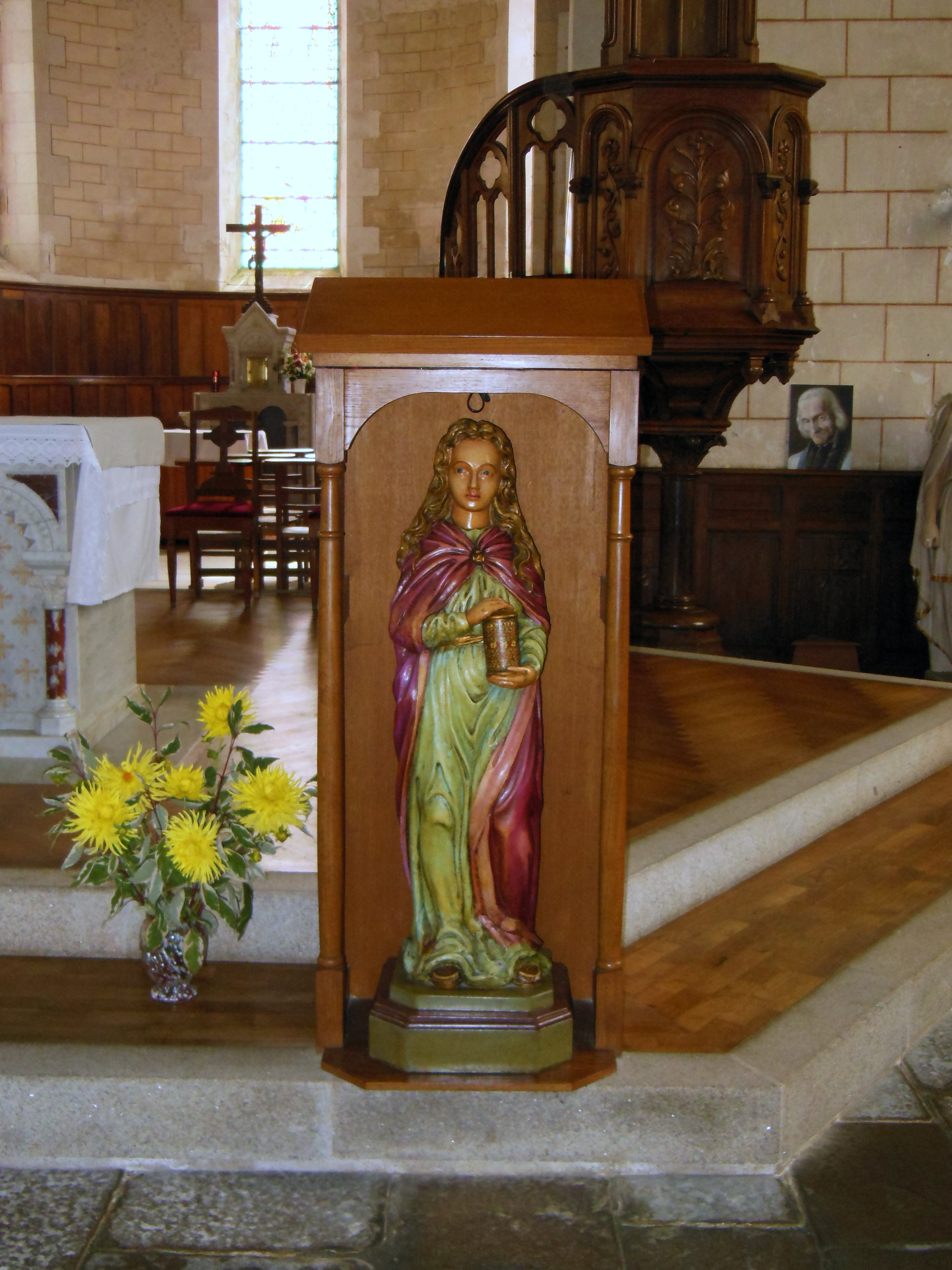
Statue de sainte Madeleine
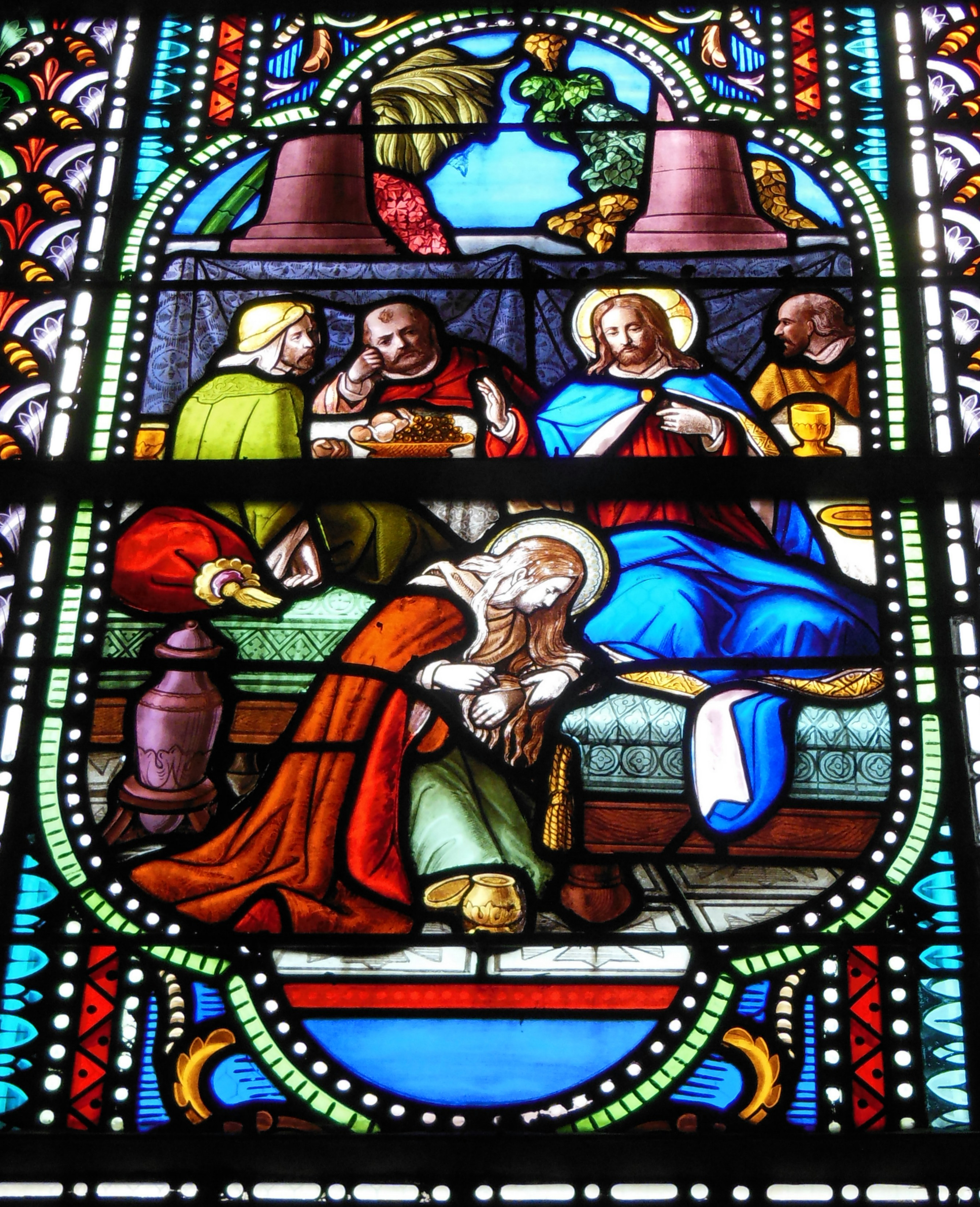
Vitrail sainte Madeleine essuyant les pieds du Christ avec ses cheveux
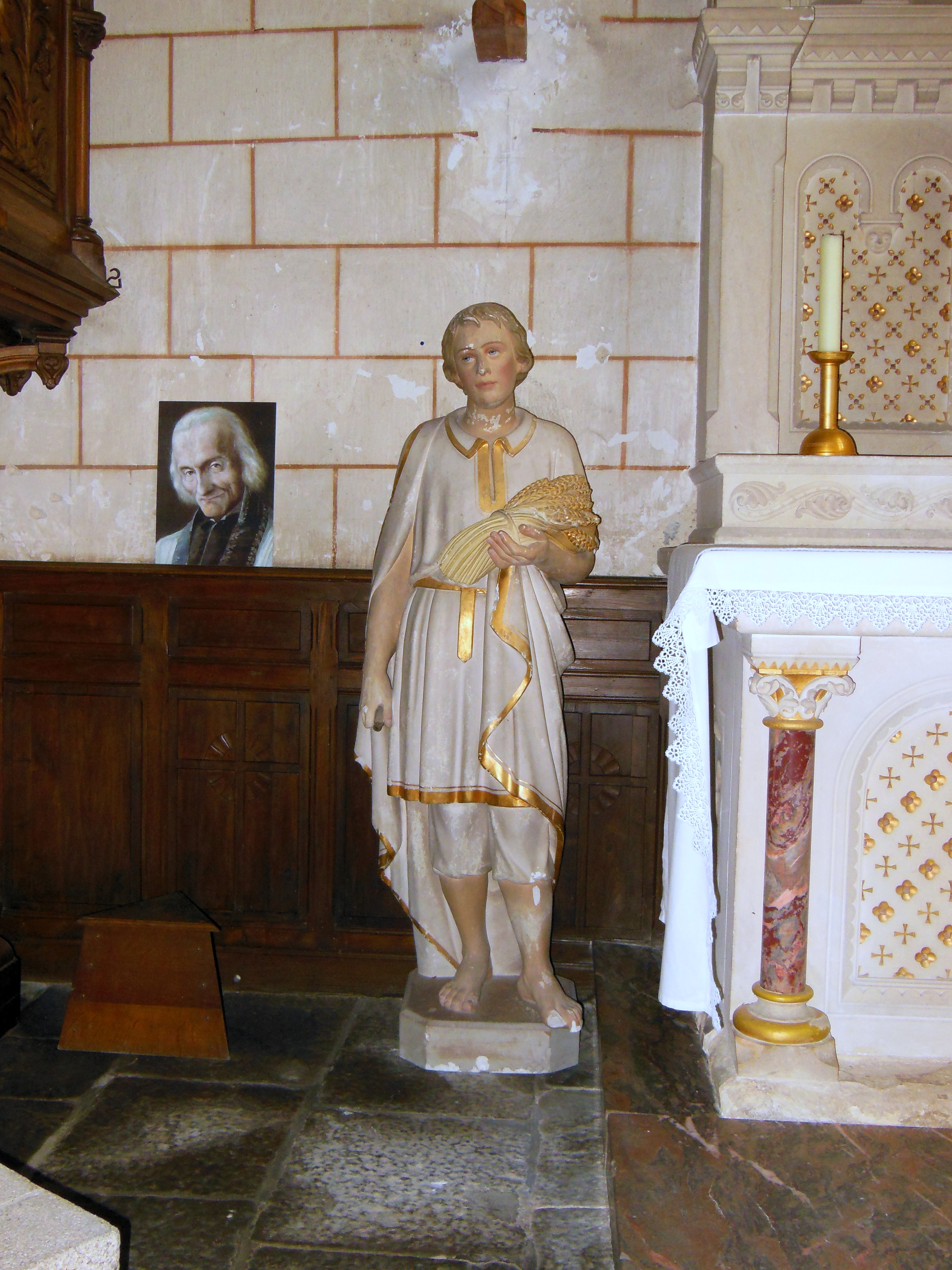
Statue de saint Isidore, invoqué par les laboureurs
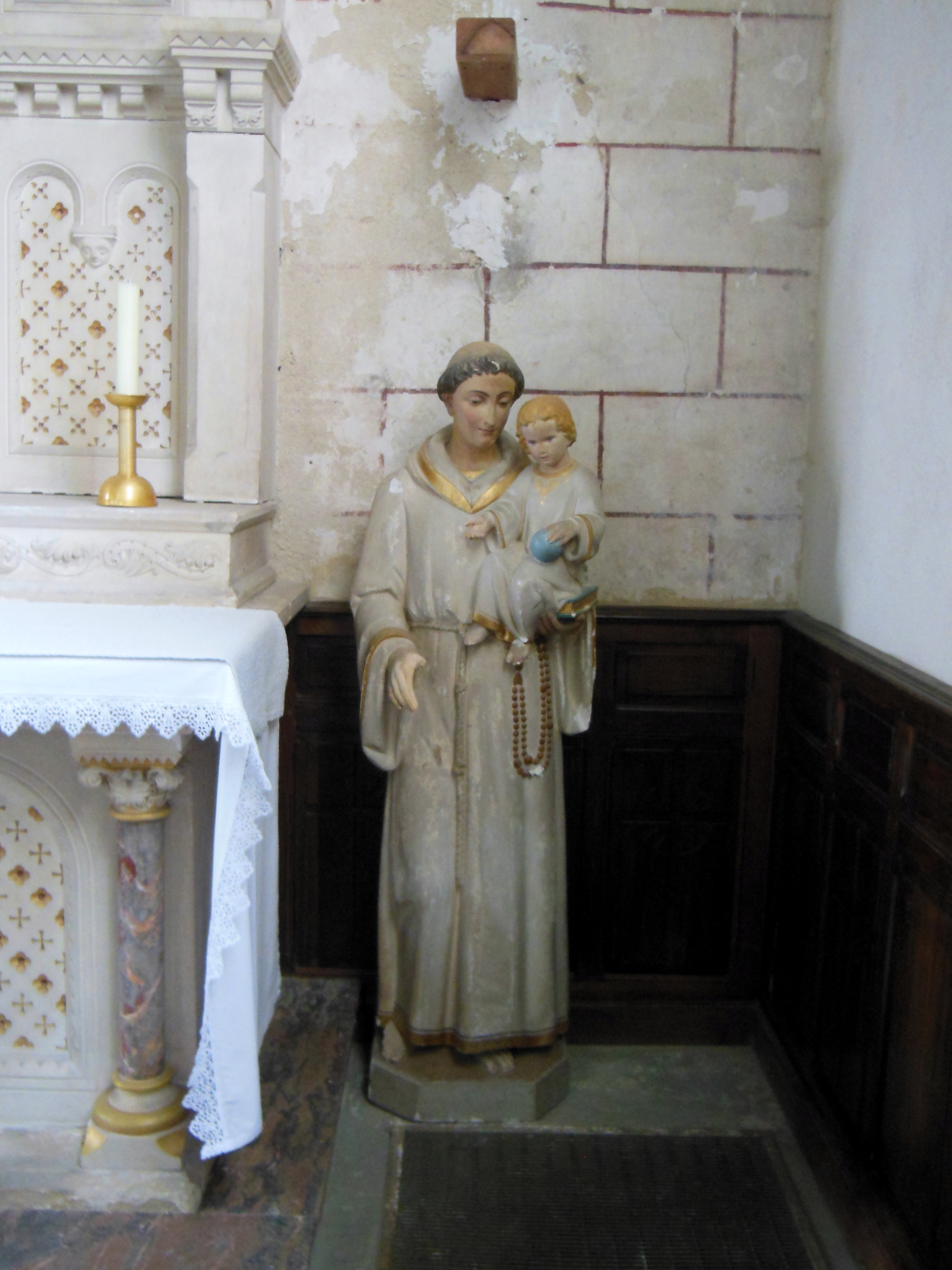
Statue de saint Antoine
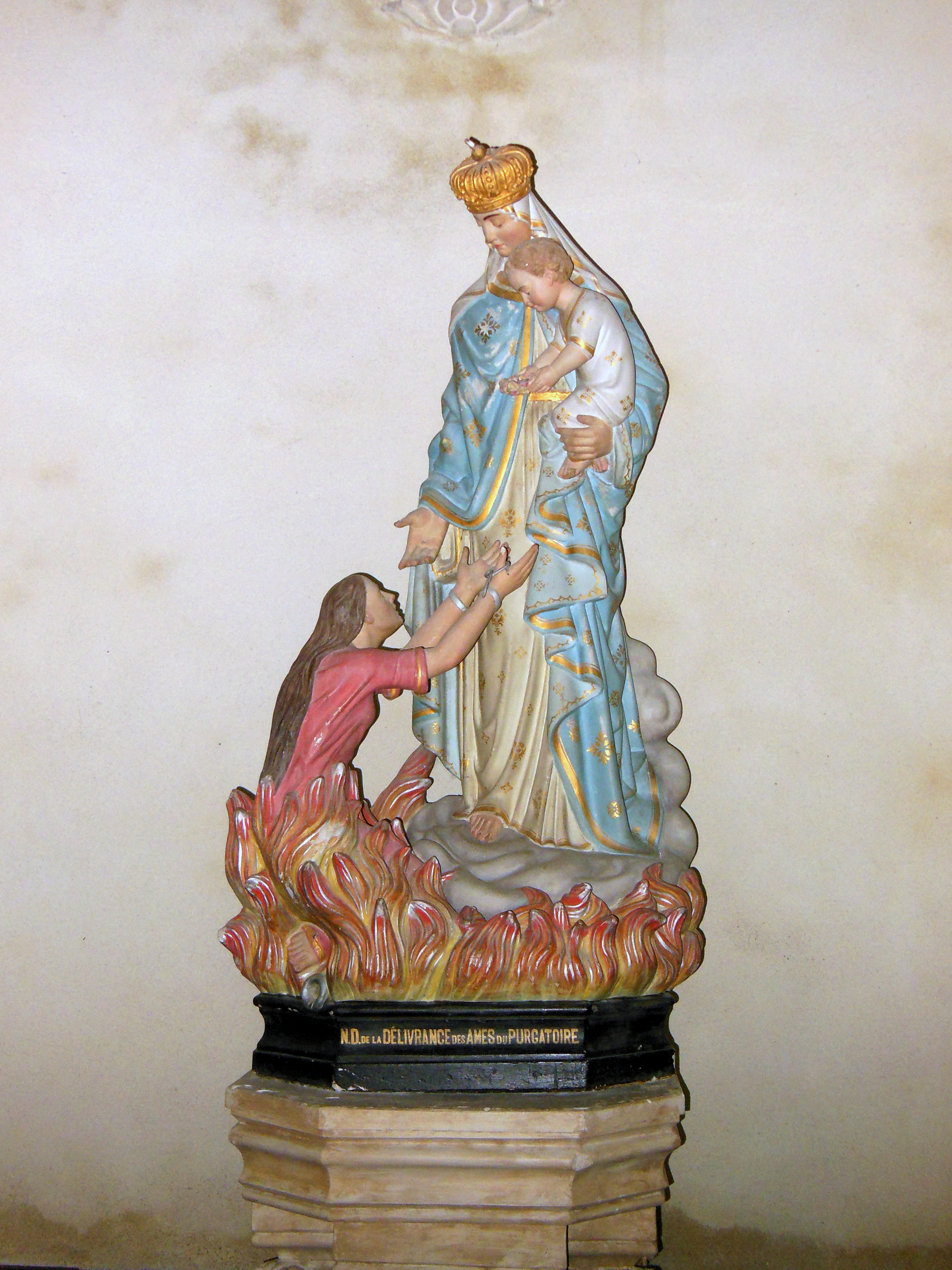
Notre-Dame de la délivrance des âmes du purgatoire